# Зайцев, Пётр Иванович
Пётр Иванович Зайцев (1926—2012) — советский деятель сельского хозяйства, бригадир колхоза имени Ленина Зерноградского района Ростовской области.

## Биография
Родился 24 июля 1926 года на хуторе Гущин Гуляй-Борисовского сельсовета Мечётинского района Донского округа Северо-Кавказского края (ныне — территория Ростовской области).
В 1940 году начал трудиться в колхозе имени Ленина в селе Ленинка Мечётинского (с 1960 года — Зерноградского) района Ростовской области, где прошёл путь от тракториста до бригадира тракторной бригады. Урожаи бригады были неизменно высокими — превышали 40 центнеров с гектара. В дальнейшем работал управляющим отделением колхоза имени Ленина.
В 1980-е годы Пётр Иванович вышел на пенсию.
Умер в мае 2012 года.
Был автором статьи «Высокий урожай — обеспечим» в периодическом издании обкомов КПСС СССР, Ростов н/Д, 1973. № 7. С. 10-11.

## Награды
- Указом Президиума Верховного Совета СССР от 7 декабря 1973 года за большие успехи, достигнутые во Всесоюзном социалистическом соревновании, и проявленную трудовую доблесть в выполнении принятых обязательств по увеличению производства и продажи государству зерна и других продуктов земледелия в 1973 году Зайцеву Петру Ивановичу присвоено звание Героя Социалистического Труда с вручением ордена Ленина и золотой медали «Серп и Молот».
- Также был награждён орденом Октябрьской Революции (1971) и медалями, в числе которых «За доблестный труд в Великой Отечественной войне».[1]